# Мінеріта
«Мінеріта» (ісп. Minerita) — іспанський документальний короткометражний фільм, знятий Раулем де ла Фуенте. Стрічка є однією із десяти з-поміж 74 заявлених, що увійшли до шортлиста премії «Оскар-2016» у номінації «найкращий документальний короткометражний фільм». Фільм розповідає про трьох жінок, які працюють у шахтах Потосі.

## Визнання
| Нагороди та номінації фільму «Мінеріта» | Нагороди та номінації фільму «Мінеріта»        | Нагороди та номінації фільму «Мінеріта»            | Нагороди та номінації фільму «Мінеріта» | Нагороди та номінації фільму «Мінеріта» | Нагороди та номінації фільму «Мінеріта» |
| Рік                                     | Кінопремія / Кінофестиваль                     | Категорія / Нагорода                               | Номінант                                | Результат                               |                                         |
| --------------------------------------- | ---------------------------------------------- | -------------------------------------------------- | --------------------------------------- | --------------------------------------- | --------------------------------------- |
| 2015                                    | Краковський кінофестиваль                      | «Золотий дракон»                                   | «Мінеріта»                              | Спеціальна згадка                       |                                         |
| 2015                                    | Краковський кінофестиваль                      | «Срібний дракон» за найкращий документальний фільм | «Мінеріта»                              | Номінація                               |                                         |
| 2015                                    | Кінопремія «Гойя»                              | Найкращий документальний короткометражний фільм    | «Мінеріта»                              | Перемога                                |                                         |
| 2015                                    | Латиноамериканський кінофестиваль у Сан-Дієго  | Найкращий документальний короткометражний фільм    | «Мінеріта»                              | Перемога                                |                                         |
| 2015                                    | Сан-Себастьянський кінофестиваль з прав людини | Нагорода молоді                                    | «Мінеріта»                              | Перемога                                |                                         |